# Franz Xaver von Hofstetten
Franz Xaver von Hofstetten (* 1811 in München; † 16. November 1883 in Waidhaus) war ein deutscher Landschaftsmaler.

## Leben
Franz Xaver von Hofstetten studierte an der Universität München und wurde dort 1829 Mitglied des Corps Isaria. Bereits 1830 stellte er einen Zyklus von sieben Landschaften im Münchener Kunstverein aus. Nach Abschluss des Studiums begann er bei der Regierung des Isarkreises als Baupraktikant eine Beamtenlaufbahn, entschied sich jedoch 1833, sich gänzlich der Malerei zu widmen. Die Motive seiner Landschaftsbilder fand er vorwiegend in den Gebirgslandschaften des südlichen Bayerns und Österreichs, die er bevorzugt zur Zeit des Sommers und Herbstes, manchmal zur Zeit des Frühlings, selten jedoch im Winter malte.

## Werke
- Gebirgslandschaft mit See, 1830
- Partie an der Isar, 1830
- Steinbruchhütte, 1832
- Mühle im Gebirge, 1833

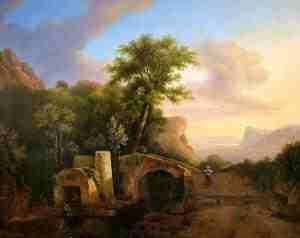
Gestalten bei einer Brücke mit Ruine, Wald und Küstenlandschaft (1836)

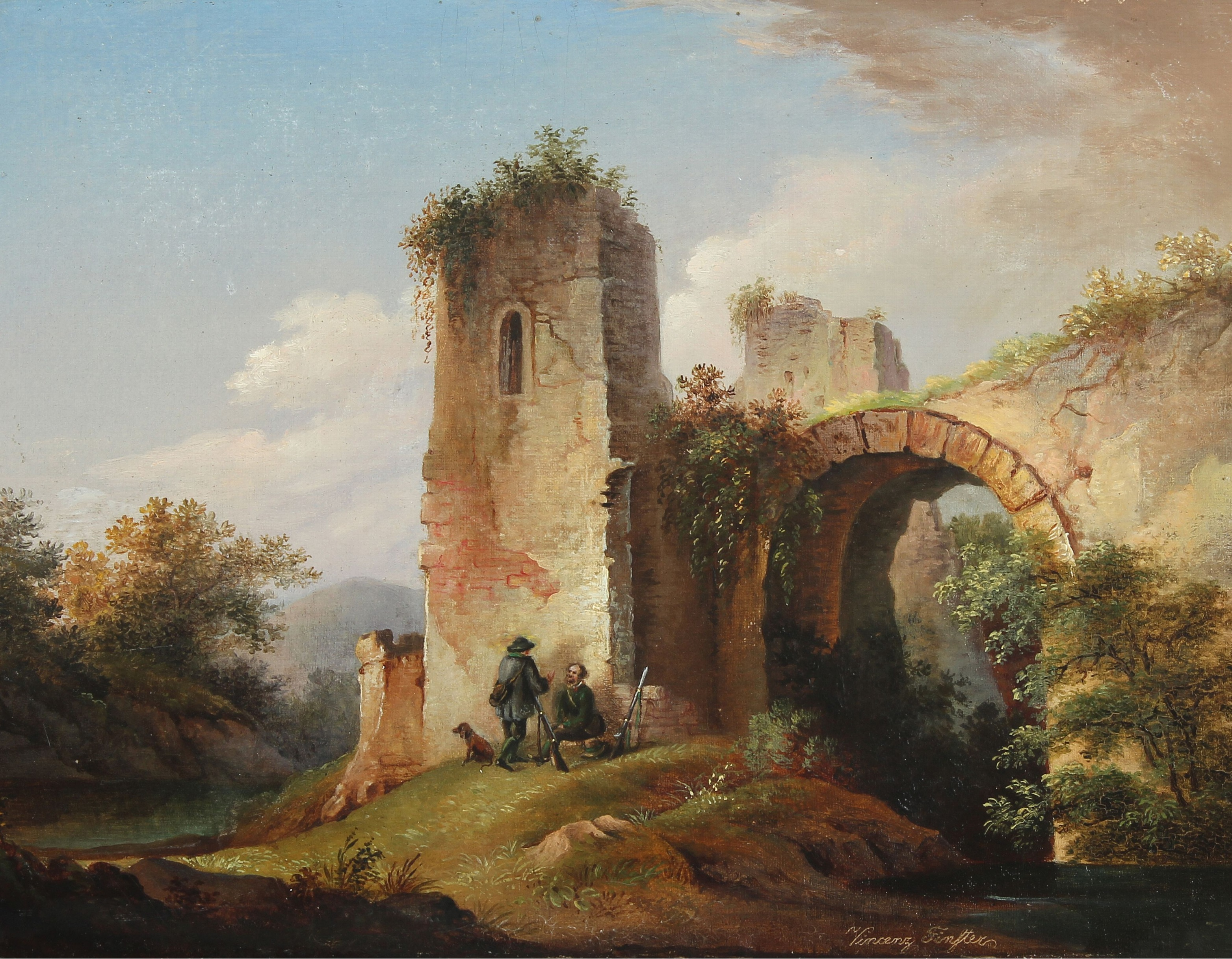
Zwei Jäger bei einer Burgruine

- Landschaft mit der Ansicht von München im Hintergrund, 1833
- Waldige Gegend, 1834
- Wasserfall am Karwendelgebirge, 1835
- Gegend aus der Riß, 1836
- Partie am Chiemsee, 1837
- Insel Wörth bei Starnberg, 1837
- Sensenhammer in Tirol, 1839
- Ansicht der Zugspitz bei Oberau, 1841
- Mühle in Tirol, 1841
- Ansicht des Vogelhorns im Karwendelgebirge, 1842
- Kalköfen im Gebirge, 1843
- Berglandschaft mit Thierstaffage, 1844
- Mondlandschaft, 1846
- Schloß Marquardstein im früheren Zustande mit der Aussicht auf den Chiemsee, 1848
- Partie aus dem Spessart, 1861
- Partie vom Walchensee, 1864
- Partie von der Loisach, 1865
- Partie von der Würm, 1866
- Abendstille, 1869
- Thumsee bei Reichenhall, 1873
- Königssee
- Aus der Goßau (im König-Ludwig-Album)